# Partulina fusoidea
Partulina fusoidea е вид коремоного от семейство Achatinellidae.

## Разпространение
Видът е разпространен в САЩ (Хавайски острови).